# Листал
Листал (фр. Liestal, итал. Liestal) је град у северозапдној Швајцарској, у близини Базела. Листал је главни град кантона Базел-провинција.

## Природне одлике
Листал се налази у крајње северозападном делу Швајцарске, близу границе са Немачком и Француском. Немачка граница је посебно близу, свега 6-7 км. Од најближег већег града, Базела град је удаљен свега 15 км југоисточно, па се сматра његовим предграђем. Од главног града државе, Берна, Листал је удаљен око 80 км северно.
Рељеф: Листал се налази у на ободу плодне и густо насељене долине реке Рајне. Град је смештен у бочној долини реке Ерголц, на 330 метара надморске висине. Западно и источно од града издижу се најсеверније планине из планинског ланца Јура.
Клима: Клима у Листалу је умерено континентална.
Воде: Кроз Листал протиче река Ерголц. Она дели град на већи западни и мањи источни део. Ова река се пар километара северније улива у велику реку Рајну.

## Историја
Подручје Листала је било насељено још у време праисторије и Старог Рима, али није имало велики значај.
Листал се први пут помиње 1189. године, када је био важна станица на прометном путу од Базела до превоја Сент Готарда.
Становништво Листала се између 1476. и 1477. године први пут ставило на страну Швајцарске конфедерације у бици код Лапена. Године 1501. године. Листал и Кантон Базел-провинција су се придружили Швајцарској конфедерацији. После овог корака почели су сукоби између Листала и Хабзбуршке династије, којој је до тог тренутка Листал припадао.
Од 1797. године. Листал је био под управом Француске. После пада Наполеонове власти, Листал се придружује Базелу, али овде настају нове несугласице. КОначно, 17. марта 1832. године, по окончању француске револуције, Листал је постао главни град кантона Базел-провинција.

## Становништво
2008. године Листал је имао преко 13.000 становника, што је 2,5 пута више него пре једног века. Од тога приближно 25% су страни држављани.
Језик: Швајцарски Немци чине традиционално становништво града и немачки језик је званични у граду и кантону. Међутим, градско становништво је током протеклих неколико деценија постало веома шаролико, па се на улицама Листала чују бројни други језици.
Вероисповест: Месни Немци су у 16. веку прихватили протестантизам. Међутим, последњих деценија у граду се знатно повећао удео римокатолика. Данашњи верски састав града је: протестанти 40,4%, римокатолици 26,7%, а потом следе атеисти, муслимани, православци.

## Саобраћај
Листал лежи на међународној желзничкој прузи Келн - Базел - Кјазо - Милано. Брзи возови повезују Листал са другим великим градовима у Швајцарској и окружењу.
У близини Листала протиче река Рајна, важан водени пут који повезује Швајцарску са Атлантском океаном.
Кроз Листал не пролази један ауто-пут, али у близини пролазе ауто-пут А2 (правац за Базел или Луцерн) и А3 (правац за Базел или Цирих).

## Галерија слика
- Стара градска улица
- Стара градска кућа
- Панорама града из 2000. г.
- Кантонална библиотека